# Rémy Grillot
Rémy Grillot, né le 11 mars 1766 à Navilly (Saône-et-Loire), mort à Leipzig le 19 mai 1813, des suites de ses blessures reçues à la bataille de Lützen, est un général français de la Révolution et de l’Empire.

## Biographie
Soldat le 31 mai 1785 au régiment de Picardie-Infanterie (2e de l'arme en 1793, 16e demi-brigade de même arme en l'an II, et 26e demi-brigade de deuxième formation en l'an V), il passa caporal le 1er février 1788, sergent-fourrier le 1er mars 1790, sergent-major le 26 juillet 1791, et adjudant-sous-officier, puis lieutenant les 10 avril et 20 mai 1792.
Il fit, avec distinction, les campagnes de 1792 à l'an IV aux armées du Nord, de la Moselle, de Rhin-et-Moselle, armée de Mayence et des Alpes, se trouva au siège de Thionville, fut nommé capitaine adjudant-major le 1er novembre 1792, et reçut une blessure légère à la jambe gauche au Combat d'Arlon le 9 juin 1793.
Cité à l'affaire qui eut lieu dans la forêt de Haguenau le 7 frimaire an II, ainsi qu'à Weissembourg, Landau et Kaiserslautern le 11 prairial, il obtint le grade d'adjudant-général chef de bataillon à l'état-major de l'armée de Rhin-et-Moselle le 17 du même mois, se distingua encore à Mayence dans la sortie de la garnison de cette place, le 11 floréal de la même année, et devint chef de la 16e demi-brigade d'infanterie le 1er messidor an III.
Placé, au mois de frimaire an V, comme moins ancien, à la suite de la 25e demi-brigade de ligne de première formation (Armée de l'Intérieur), il fut nommé chef titulaire de la 90e demi-brigade de ligne de deuxième formation le 20 brumaire an VIII, fit les campagnes des ans VII et VIII contre les Anglo-Russes à l'armée de Batavie, et reçut un coup de feu à l'aine le 10 vendémiaire an VIII à la bataille de Bergen, près d'Alkmaar.
En l'an IX, il partit avec sa demi-brigade pour l'armée d'observation de la Gironde, embarqua à Rochefort pour Saint-Domingue le 2 fructidor an X, revint en France à la fin de l'an XI, fut nommé le 17 vendémiaire an XII colonel du 93e régiment de ligne, formé de la 90e demi-brigade, conduisit son régiment à l'armée des côtes de l'Océan (île de Ré), et obtint d'emblée le 23 prairial de la même année la croix d'officier de la Légion d'honneur.
Il passa à l'Ile de Ré les ans XIII et XIV, et l'année 1806, fit ensuite la campagne de 1807 au corps d'observation de la Grande Armée, se distingua d'une manière particulière au mois de mars devant Colberg, en dirigeant seul l'attaque d'une division, fit partie du 4e corps de la Grande Armée pendant la campagne d'Autriche en 1809, combattit à Essling et à Wagram, où il reçut plusieurs blessures, et fut nommé général de brigade le 2 juillet, puis baron de l'Empire le 15 septembre 1809. Le général Grillot faisait partie de l'armée de Brabant (division du général Jacques Pierre Louis Puthod), lorsqu'en 1810 il fut mis en disponibilité par la dissolution de cette division ; mais hors d'état de faire un service actif aux armées, ayant perdu l'œil droit par suite d'une fièvre putride gagnée dans sa dernière campagne, il obtint de l'Empereur, par décision du 13 juin 1810, le commandement du département de la Vendée (Indivision militaire).
Rétabli de ses blessures, le général Grillot sollicita un commandement actif au mois de mars 1813, il reçut un ordre de service pour être employé, dans la 2e division du 3e corps de la Grande Armée : il eut la jambe fracassée par un boulet de canon le 2 mai à la bataille de Lützen, et mourut le 19 mai à Leipzig des suites de l'amputation.
Son nom est inscrit au côté Nord de l'Arc de Triomphe de l'Étoile.
Il était le fils d'un simple laboureur.

## Sources
« Rémy Grillot », dans Charles Mullié, Biographie des célébrités militaires des armées de terre et de mer de 1789 à 1850, 1852 [détail de l’édition]